# Campeonato Mundial de League of Legends
El Campeonato Mundial de League of Legends (en inglés, League of Legends World Championship), también conocido como Worlds, es un torneo anual de League of Legends organizado por Riot Games y que supone la culminación de cada temporada. Los equipos compiten por el título de campeón, la Copa del Invocador, y un premio de varios miles de dólares.
El torneo ha sido ampliamente elogiado por sus actuaciones ceremoniales, además de recibir una alta atención mediática debido a su naturaleza emocional y dramática. Las finales de 2018 fueron vistas por 99.6 millones de personas, rompiendo el récord de la edición anterior.

## Historia

### 2011-2013: primeras ediciones
La Season 1 Championship se llevó a cabo en junio de 2011 durante el Dreamhack Summer de ese año, teniendo una cantidad de 100 000 USD para ser repartidos entre los participantes, con la mitad reservada para el ganador. En total ocho equipos clasificaron a través de las regionales para competir en el campeonato —tres de Norteamérica y Europa, y dos del Sudeste Asiático—. En la final, los equipos europeos Fnatic y Against All Authority se enfrentaron en una serie al mejor de tres, proclamándose el primero como campeón inaugural; su equipo consistió de Enrique xPeke Cedeño Martínez, Lauri Cyanide Happonen, Manuel LaMiaZeaLoT Mildenberger, Peter Mellisan Meisrimel y Maciej Shushei Ratuszniak, quien también sería nombrado el Jugador Más Valioso (MVP) del torneo. Cerca de 1.7 millones de personas miraron el evento vía streaming, con un pico de aproximadamente 210 069 espectadores simultáneos en las partidas finales.

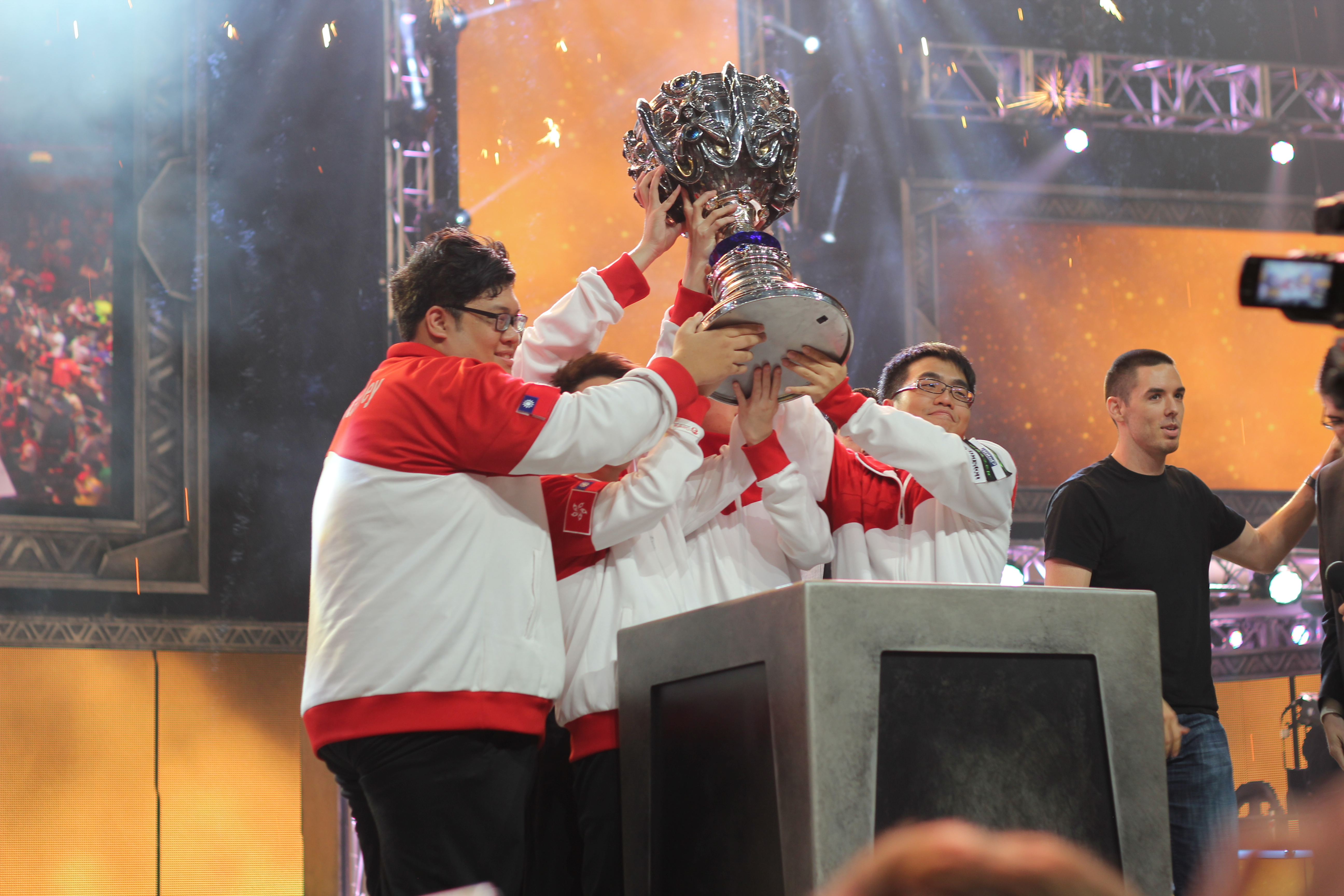
Taipei Assassins levantando la Copa del Invocador tras ganar la final de 2012

Después de la primera edición, Riot anunció que repartiría un total de 5 000 000 USD a lo largo de toda la segunda temporada, con dos millones yendo para el campeonato mundial y sus clasificatorias.

## Formato

### Hasta 2022
Hasta 2022 el formato de la competición fue compuesto por una fase de grupos y una fase eliminatoria, sufriendo pequeñas variaciones con el paso de los años.

#### Fase de apertura
La fase de apertura se introduce en 2017 en sustitución de los torneos clasificatorios para las llamadas regiones menores (wildcard). Desde 2016 hasta 2019 constó de una fase de grupos con cuatro grupos de tres equipos, donde los dos primeros clasificados avanzaban a una segunda fase donde se enfrentaban a un equipo de otro grupo por una plaza en la fase de grupos del torneo.
A partir de 2020, debido a la imposibilidad de dos equipos de participar en el torneo este cambia de formato constando en una fase de grupos con dos grupos de cinco equipos (cinco en 2022), donde el primer clasificado de cada grupo avanza a la fase de grupos, y una fase eliminatoria que decide los dos equipos restantes que clasifican al evento principal.

#### Fase de grupos
La fase de grupos abre el llamado evento principal. Consiste en una fase de grupos con cuatro grupos de cuatro equipos que se enfrentan entre sí dos veces, avanzando los dos mejores de cada grupo a la fase eliminatoria. A partir de 2015, el sorteo que determina la ubicación de los participantes se realiza en vivo, unas semanas antes del campeonato. Los equipos coreanos Samsung White y SK Telecom T1 superaron, en 2014 y 2015 respectivamente esta fase sin sufrir derrotas.

#### Fase eliminatoria
La fase eliminatoria ha sido, excepto en la primera edición, un cuadro de eliminación simple, disputándose cuartos de final, semifinales y final. Tras la finalización de la fase de grupos, se realiza un sorteo en vivo para determinar los enfrentamientos.
Las partidas son al mejor de cinco partidas, y se permite sustituir jugadores entre juegos. No se juega un partido para decidir el tercer o cuarto puesto.

### Desde 2023
En 2023 el campeonato mundial sufre un cambio drástico de formato, aunque manteniendo las tres fases que se disputaban hasta 2022.

#### Fase de apertura
La fase de apertura se reduce de 12 a 8 participantes divididos en dos grupos de cuatro equipos que se enfrentan en formato GSL, donde los dos primeros clasificados avanzan a una segunda fase donde se enfrentan a un equipo del otro grupo por una plaza en el evento principal del torneo.

#### Suizo
La fase suiza contará con un formato de estilo suizo y cinco rondas, donde los equipos con el mismo número de victorias y derrotas competirán entre sí hasta conseguir tres victorias o tres derrotas.
Al comienzo de la fase, cada equipo se enfrentará a un equipo de otra región elegido de forma aleatoria. Cada una de estas parejas jugará una única partida.
En la segunda ronda, los equipos jugarán contra otros que tengan el mismo número de victorias y derrotas que ellos (es decir, los equipos que vayan 1 - 0 se enfrentarán contra otros equipos con ese mismo historial). Estos emparejamientos durarán un total de cinco rondas, y los equipos avanzarán a la fase eliminatoria cuando consigan tres victorias o quedarán eliminados con tres derrotas. Todas las rondas en las que se decida la clasificación o la eliminación de un equipo se jugarán al mejor de tres, mientras que los demás enfrentamientos serán al mejor de uno.

#### Fase eliminatoria
La fase eliminatoria se mantiene como un cuadro de eliminación simple, disputándose cuartos de final, semifinales y final. Tras la finalización de la fase de grupos, se realiza un sorteo en vivo para determinar los enfrentamientos.
Las partidas son al mejor de cinco partidas, y se permite sustituir jugadores entre juegos. No se juega un partido para decidir el tercer o cuarto puesto.

## Historial
Esta tabla muestra los principales resultados de cada Campeonato Mundial de League of Legends.
| Edición | Sede final    |                      | Final         | Final                 | Final                           |                                 | Tercer lugar                    | Tercer lugar | Tercer lugar |  | N.o de equipos |
| Edición | Sede final    | Campeón              | Resultado     | Subcampeón            | Tercero                         | Resultado                       | Cuarto                          |              |              |  | N.o de equipos |
| 2011    | Jönköping     | Fnatic               | 2–1           | against All authority | Team SoloMid                    | 2–0                             | Epik Gamer                      | 8            |              |  |                |
| 2011    | Jönköping     | Fnatic               | 2–1           | against All authority | Semifinalistas                  |                                 |                                 | 8            |              |  |                |
| 2012    | Los Ángeles   | Taipei Assassins     | 3–1           | Azubu Frost           | CLG Europe y Moscow Five        | CLG Europe y Moscow Five        | CLG Europe y Moscow Five        | 12           |              |  |                |
| 2013    | Los Ángeles   | SK Telecom T1        | 3–0           | Star Horn Royal Club  | Fnatic y NaJin Black Sword      | Fnatic y NaJin Black Sword      | Fnatic y NaJin Black Sword      | 14           |              |  |                |
| 2014    | Seúl          | Samsung Galaxy White | 3–1           | Star Horn Royal Club  | Oh My God y Samsung Galaxy Blue | Oh My God y Samsung Galaxy Blue | Oh My God y Samsung Galaxy Blue | 16           |              |  |                |
| 2015    | Berlín        | SK Telecom T1        | 3–1           | KOO Tigers            | Fnatic y Origen                 | Fnatic y Origen                 | Fnatic y Origen                 | 16           |              |  |                |
| 2016    | Los Ángeles   | SK Telecom T1        | 3–2           | Samsung Galaxy        | H2k-Gaming y ROX Tigers         | H2k-Gaming y ROX Tigers         | H2k-Gaming y ROX Tigers         | 16           |              |  |                |
| 2017    | Pekín         | Samsung Galaxy       | 3–0           | SK Telecom T1         | Royal Never Give Up y Team WE   | Royal Never Give Up y Team WE   | Royal Never Give Up y Team WE   | 24           |              |  |                |
| 2018    | Incheon       | Invictus Gaming      | 3–0           | Fnatic                | Cloud9 y G2 Esports             | Cloud9 y G2 Esports             | Cloud9 y G2 Esports             | 24           |              |  |                |
| 2019    | París         | FunPlus Phoenix      | 3–0           | G2 Esports            | Invictus Gaming y SK Telecom T1 | Invictus Gaming y SK Telecom T1 | Invictus Gaming y SK Telecom T1 | 24           |              |  |                |
| 2020    | Shanghái      | DAMWON Gaming        | 3–1           | Suning                | G2 Esports y Top Esports        | G2 Esports y Top Esports        | G2 Esports y Top Esports        | 22           |              |  |                |
| 2021    | Reikiavik     | Edward Gaming        | 3–2           | DWG KIA               | Gen.G y T1                      | Gen.G y T1                      | Gen.G y T1                      | 22           |              |  |                |
| 2022    | San Francisco | DRX                  | 3–2           | T1                    | Gen.G y JD Gaming               | Gen.G y JD Gaming               | Gen.G y JD Gaming               | 24           |              |  |                |
| 2023    | Seúl          | T1                   | 3–0           | Weibo Gaming          | Bilibili Gaming y JD Gaming     | Bilibili Gaming y JD Gaming     | Bilibili Gaming y JD Gaming     | 22           |              |  |                |
| 2024    | Londres       | T1                   | 3–2           | Bilibili Gaming       | Gen.G y Weibo Gaming            | Gen.G y Weibo Gaming            | Gen.G y Weibo Gaming            | 20           |              |  |                |
| 2025    | Chengdu       | Por definirse        | Por definirse | Por definirse         | Por definirse                   | Por definirse                   | Por definirse                   | 17           |              |  |                |

1. ↑  La edición de 2011 fue la única en que se decidió un tercer y cuarto lugar; equipos semifinalistas en orden alfabético.

### Palmarés
La lista a continuación muestra a los 28 equipos que han estado entre los cuatro mejores de alguna edición del torneo.
Nota *: Equipos disueltos o adquiridos.
| Equipo                 | Campeonatos                      | Subcampeonatos | Semifinales                | Total |
| ---------------------- | -------------------------------- | -------------- | -------------------------- | ----- |
| T1                     | 5 (2013, 2015, 2016, 2023, 2024) | 2 (2017, 2022) | 2 (2019, 2021)             | 9     |
| Gen.G                  | 2 (2014, 2017)                   | 1 (2016)       | 4 (2014, 2021, 2022, 2024) | 7     |
| Fnatic                 | 1 (2011)                         | 1 (2018)       | 2 (2013, 2015)             | 4     |
| Dplus KIA              | 1 (2020)                         | 1 (2021)       |                            | 2     |
| Invictus Gaming        | 1 (2018)                         |                | 1 (2019)                   | 2     |
| Taipei Assassins*      | 1 (2012)                         |                |                            | 1     |
| FunPlus Phoenix        | 1 (2019)                         |                |                            | 1     |
| Edward Gaming          | 1 (2021)                         |                |                            | 1     |
| DRX                    | 1 (2022)                         |                |                            | 1     |
| Royal Never Give Up    |                                  | 2 (2013, 2014) | 1 (2017)                   | 3     |
| Weibo Gaming           |                                  | 2 (2020, 2023) | 1 (2024)                   | 3     |
| G2 Esports             |                                  | 1 (2019)       | 2 (2018, 2020)             | 3     |
| Bilibili Gaming        |                                  | 1 (2024)       | 1 (2023)                   | 2     |
| ROX Tigers*            |                                  | 1 (2015)       | 1 (2016)                   | 2     |
| against All authority* |                                  | 1 (2011)       |                            | 1     |
| Azubu Frost*           |                                  | 1 (2012)       |                            | 1     |
| JD Gaming              |                                  |                | 2 (2022, 2023)             | 2     |
| Team SoloMid*          |                                  |                | 1 (2011)                   | 1     |
| Epik Gamer*            |                                  |                | 1 (2011)                   | 1     |
| CLG Europe*            |                                  |                | 1 (2012)                   | 1     |
| Moscow Five*           |                                  |                | 1 (2012)                   | 1     |
| NaJin Black Sword*     |                                  |                | 1 (2013)                   | 1     |
| Oh My God              |                                  |                | 1 (2014)                   | 1     |
| Origen*                |                                  |                | 1 (2015)                   | 1     |
| H2k-Gaming*            |                                  |                | 1 (2016)                   | 1     |
| Team WE                |                                  |                | 1 (2017)                   | 1     |
| Cloud9                 |                                  |                | 1 (2018)                   | 1     |
| Top Esports            |                                  |                | 1 (2020)                   | 1     |

### Cuatro mejores por región
A continuación se muestran las cinco regiones que se han repartido los cuatro primeros lugares de cada edición.
(*): La región tuvo dos equipos que quedaron en semifinales ese año.
| Región                               | Campeones                                                | Subcampeones                           | Semifinalistas                                 |
| ------------------------------------ | -------------------------------------------------------- | -------------------------------------- | ---------------------------------------------- |
| Corea del Sur (LCK)                  | 9 (2013, 2014, 2015, 2016, 2017, 2020, 2022, 2023, 2024) | 6 (2012, 2015, 2016, 2017, 2021, 2022) | 8 (2013, 2014, 2016, 2019, 2021*, 2022, 2024)  |
| China (LPL)                          | 3 (2018, 2019, 2021)                                     | 5 (2013, 2014, 2020, 2023, 2024)       | 9 (2014, 2017*, 2019, 2020, 2022, 2023*, 2024) |
| Europa, Oriente Medio y África (LEC) | 1 (2011)                                                 | 3 (2011, 2018, 2019)                   | 8 (2012*, 2013, 2015*, 2016, 2018, 2020)       |
| Sudeste Asiático (GPL)               | 1 (2012)                                                 |                                        |                                                |
| Estados Unidos y Canadá (LCS)        |                                                          |                                        | 3 (2011*, 2018)                                |

## Récords y estadísticas

### Jugador más valioso
Desde 2011 se concede el premio MVP al jugador más valioso.
Se entregó por primera vez en su edición inaugural al polaco Maciej Shushei Ratuszniak, carrilero central y superior de Fnatic. Aunque el galardón no se otorgó en las dos ediciones siguientes, desde 2017 se da ininterrumpidamente al mejor jugador del enfrentamiento final del torneo.
De los nueve galardonados, tres lo hicieron como jungla, dos como carrilero central, uno como apoyo, uno como ADC, y uno como carrilero superior y central.
| Edición | Ganador                   | Equipo               | Posición                  |
| ------- | ------------------------- | -------------------- | ------------------------- |
| 2011    | Maciej Shushei Ratuszniak | Fnatic               | Carril central y superior |
| 2012    | No se entregó             | No se entregó        | No se entregó             |
| 2013    | No se entregó             | No se entregó        | No se entregó             |
| 2014    | Cho Mata Se-Hyeong        | Samsung Galaxy White | Soporte                   |
| 2015    | Jang MaRin Gyeong-hwan    | SK Telecom T1        | Carril superior           |
| 2016    | Lee Faker Sang-hyeok      | SK Telecom T1        | Carril central            |
| 2017    | Park Ruler Jae-hyuk       | Samsung Galaxy       | Carril inferior           |
| 2018    | Gao Ning Zhenning         | Invictus Gaming      | Jungla                    |
| 2019    | Gao Tian Tianliang        | FunPlus Phoenix      | Jungla                    |
| 2020    | Kim Canyon Geon-bu        | Damwon Gaming        | Jungla                    |
| 2021    | Lee Scout Ye-chan         | Edward Gaming        | Carril central            |
| 2022    | Hwang Kingen Seong-hoon   | DRX                  | Carril superior           |
| 2023    | Choi Zeus Woo-je          | T1                   | Carril superior           |
| 2024    | Lee Faker Sang-hyeok (2)  | T1                   | Carril central            |